# Міжнародна морська організація
Міжнародна морська організація (англ. International Maritime Organization, IMO) — міжнародна міжурядова організація, яка є спеціалізованою установою ООН. Діяльність ІМО спрямована на скасування дискримінаційних дій, що стосуються міжнародного торговельного судноплавства, а також прийняття норм (стандартів) із забезпечення безпеки на морі і запобігання забруднення з суден довкілля, в першу чергу, морського.
ІМО утворена 6 березня 1948 в Женеві з прийняттям Конвенції про Міжурядову морську консультативну організацію (Inter-Governmental Maritime Consultative Organization, IMCO). Конвенція набула чинності 17 березня 1958 і створена організація почала свою практичну діяльність. На 9-й сесії Асамблеї цієї організації (Резолюція A.358(IX)) її назву було змінено. Це було пов'язано з тим, що слово «консультативна» тлумачилося як "обмежена в повноваженнях і відповідальності організація", а слово «міжурядова» викликало недовіру і підозри. Тому нова назва, Міжнародна Морська Організація (ІМО), була необхідна для підвищення статусу Організації як міжнародної, відповідальної за впровадження різних міжнародних конвенцій і створення норм і стандартів, що стосуються охорони людського життя на морі і охороні морського середовища від забруднення. З 22 травня 1982 діє її нинішня назва.
За станом на листопад 2022 року членами ІМО є 175 держав.
Штаб-квартира розташована в Лондоні (Велика Британія), штат близько 300 чоловік.
Періодичність і місце проведення засідань керівного органу міжнародної організації: сесії Асамблеї країн-членів ІМО проводяться один раз на два роки в Лондоні (Велика Британія).

## Основні функції і структура ІМО
- ІМО діє як спеціалізована установа Організації Об'єднаних Націй;
- є консультативною і дорадчою організацією;
- несе відповідальність за організацію забезпечення безпеки на морі та захисту довкілля, а також вирішення юридичних питань, пов'язаних з міжнародним судноплавством;
- сприяє полегшенню взаємодії урядів держав з технічних питань для досягнення найвищих стандартів в області безпеки на морі та запобігання забрудненню;
- приймає і удосконалює обов'язкові до виконання і рекомендаційні міжнародні конвенції, кодекси, резолюції, протоколи, циркуляри і рекомендації.

ІМО складається з Асамблеї, Ради, Секретаріату і комітетів. Керівний орган ІМО — Асамблея — у складі представників усіх держав-членів скликається один раз на два роки. Перша сесія Асамблеї тоді ще ІМКО відбулася в січні 1959 року. Асамблея обирає Раду з 40 членів, яка збирається двічі на рік. Рада ІМО є виконавчим органом. У період між сесіями Асамблеї Рада виконує робочі функції організації, координує роботу комітетів. Рада складається за принципом балансу між "державами-судновласниками" і "державами-вантажовласниками". Держави-члени обираються в Раду Асамблеєю. Держави розділені на три категорії: А (10 держав-членів), В (10 держав-членів) і С (20 держав-членів).
До категорії А обираються держави, найбільш зацікавлені в наданні послуг з міжнародного судноплавства.
До категорії В обираються держави, найбільш зацікавлені в міжнародній торгівлі.
До категорії С обираються держави, які не обрані в категорії А і В, але які мають суттєву заінтересованість в міжнародному морському судноплавстві і морських перевезеннях, із урахуванням представництва в Раді усіх регіонів Світу.
Окрім Асамблеї, в ІМО діють 5 комітетів:
- Комітет з безпеки на морі (Maritime Safety Committee, MSC);
- Комітет із захисту морського середовища (Marine Environment Protection Committee, MEPC);
- Юридичний комітет (Legal Committee, LEG);
- Комітет з технічної співпраці (Technical Cooperation Committee, TC);
- Комітет з полегшення формальностей судноплавства (Facilitation Committee, FAL),

а також 9 підкомітетів (у складі MSC та MEPC) і секретаріат на чолі з Генеральним секретарем.
Секретаріат ІМО складається з Генерального секретаря ІМО — головного адміністративного| посадовця організації — і персоналу Секретаріату. Генеральний секретар ІМО призначається Радою зі схвалення Асамблеї. Структура Секретаріату спрямована на забезпечення діяльності основних органів організації. Обов'язок Секретаріату — підготовка і ведення усієї документації організації.
Усі нормативні і правові документи, підготовлені в підкомітетах і розглянуті на сесіях комітетів розглядаються і приймаються, як правило, на чергових сесіях Асамблеї Організації. Найбільш серйозні, стратегічні рішення можуть прийматися рішеннями дипломатичних конференцій.
Рішення ІМО оголошуються у формі резолюцій Організації, до яких при необхідності можуть додаватися знову прийняті документи (кодекси, циркулярні листи, поправки до діючих документів — конвенції, кодексу і так далі). З урахуванням обумовлених умов і термінів набуття чинності, такі обов'язкові рішення повинні впроваджуватися Адміністраціями. Рішення Асамблеї ІМО, які не змінюють або доповнюють прийняті конвенції, носять рекомендаційний характер і можуть виконуватися національними морськими адміністраціями шляхом включення рішень в національне законодавство (чи створення на їх основі власних рішень).

## Діяльність ІМО
Безпека мореплавства — найважливіша мета ІМО. Цій меті підпорядкована діяльність усіх робочих органів і підрозділів організації. За час свого існування, ІМО були прийняті і переглянуті декілька дуже важливих міжнародних конвенцій. Це SOLAS, MARPOL, STSW, SAR, LL, TONNAGE, COLREG, FAL та інші. Загалом в ІМО розроблено і прийнято 35 міжнародних конвенцій та велика кількість протоколів і поправок до них.
З метою підвищення безпеки судноплавства ІМО, МОП та інші організації на своїх сесіях прийняли цілий ряд найважливіших міжнародних конвенцій, резолюцій, кодексів і рекомендацій, спрямованих на забезпечення безпеки людського життя і запобігання забрудненню. Основна мета цих документів — підвищення безпеки мореплавства шляхом обов'язкового застосування єдиних для усіх встановлених стандартів як при управлінні суднами з берега, так і в процесі їх експлуатації екіпажами.
Перше завдання ІМО полягало в тому, щоб прийняти нову редакцію Міжнародної конвенції з охорони людського життя на морі (International Convention for the Safety of Life at Sea, SOLAS), найважливіша з усіх конвенцій з безпеки на морі. Конвенція прийнята в 1960 році. ІМО у ці часи також прийняла низку документів, що стосуються міжнародних морських перевезень, зокрема, перевезення небезпечних вантажів, визначення вантажної марки, системи обміру суден.
З середини 60-х років XX ст. ІМО розробила та впровадила комплекс заходів, спрямованих на запобігання аваріям танкерів і мінімізацію наслідків цих аварій. Іншим важливим напрямом було зменшення негативного впливу на морське довкілля від скидань брудного баласту, промивочних вод танкерів, лляльних вод з машинних відділень усіх суден — за кількістю скидань ці джерела були більшою загрозою, ніж випадкові та аварійні розливи нафти. Комплексним рішення у цій сфері стала Міжнародна конвенція по запобіганню забруднення з суден (International Convention for the Prevention of Pollution from Ships, MARPOL), прийнята в 1973 році та змінена Протоколом 1978 року. Вона регулює не лише забруднення довкілля нафтопродуктами, але й хімічними речовинами, що перевозяться наливом (на танкерах-химовозах), упакованими вантажами, стічними водами та сміттям, а також запобігання забрудненню повітряного середовища з суден.
Успіхи, досягнуті в технологіях зв'язку, надали ІМО можливість серйозно удосконалити систему рятування людей, що зазнають лиха на морі. В 1979 році було прийнято Міжнародну конвенцію про пошук і рятування на морі (International Convention on Maritime Search and Rescue, SAR). Також у 70-х роках XX століття було введено в дію Глобальну морську систему зв'язку під час лиха та для забезпечення безпеки мореплавства (Global Maritime Distress and Safety System, GMDSS). Тоді ж була створена Міжнародна організація морського супутникового зв’язку (International Mobile Satellite Organization, INMARSAT), яка серйозно поліпшила умови зв'язку з суднами, що знаходяться в морі.
У 1992 році були визначені етапи впровадження GMDSS. З лютого 1999 року, коли GMDSS була повністю введена в експлуатацію, люді, які зазнають лиха у будь-якій точці Світового океану, можуть отримати допомогу, навіть якщо екіпаж судна не мав часу передати по радіо сигнал про лихо, оскільки він буде переданий автоматично.
Інша діяльність ІМО стосуються безпеки морських контейнерів, перевезення навалювальних (насипних) вантажів, безпеки пасажирських і високошвидкісних суден, поромів, навалювальних суден (балкерів), нафтових танкерів, танкерів-химовозів і танкерів-газовозів, інших типів суден. Спеціальна увага приділяється ІМО підготовці та дипломуванню моряків (членів екіпажів морських суден), що потребувало прийняття спеціальної Міжнародної конвенції про підготовку і дипломування моряків та несення вахти (International Convention on Standards of Training, Certification and Watchkeeping, STCW), що набула чинності 28 квітня 1984 року, та Міжнародної конвенції про стандарти підготовки, сертифікації персоналу риболовних суден та несення вахти (International Convention on Standards of Training, Certification and Watchkeeping for Fishing Vessel, STCW-F), що набула чинності 29 вересня 2012 року.
У роботі ІМО, в підготовці конвенцій беруть участь міжнародні організації, що тісно співпрацюють з ІМО. Це міжурядові організації — Міжнародна організація праці (МОП), Продовольча і сільськогосподарча Організація (ФАО), Міжнародне агентство з атомної енергії (МАГАТЕ), Конференція ООН з охорони навколишнього середовища (ЮНЕП), Всесвітня організація охорони здоров'я (ВОЗ). Для надання допомоги в розробці важливих проблем залучаються як консультативні неурядові організації: Міжнародна палата судноплавства (ICS), Міжнародна асоціація суднових менеджерів (InterManager), Міжнародна Федерація судновласників (ISA), Міжнародна організація зі стандартизації (ISO), Міжнародна Торговельна Палата (ІСС|), Балтійська і міжнародна морська Рада (BIMCO), Міжнародна асоціація класифікаційних товариств (IACS), Міжнародна Федерація Асоціацій Капітанів (IFSMA), INTERTANCO, INTERCARGO та інші організації.
З початку війни, що розв'язана росією проти України у 2014 році, Україна використовує усі робочі органи ІМО для висвітлення брутальних порушень державою-агресором міжнародних багатосторонніх договорів (конвенцій) у сфері торговельного мореплавства (судноплавства). Ця робота значно посилена після 24 лютого 2022 року. Генеральному секретарю ІМО надіслана пропозиція, розроблена Україною, про внесення змін до Конвенції про ІМО, що стосуються заборони обрання до Ради ІМО держави, яка визнана ООН агресором. Підготовлені Україною пропозиції (за обґрунтованими фактичним станом загроз судноплавству в Азовському та Чорному морях внаслідок агресивної війни на морі) знаходять беззаперечну підтримку країн партнерів - США, Канади, Великобританії, Японії, Австралії, країн ЄС тощо. В результаті, за результатами роботи Комітету з технічного спіробітництва, росія виключена з усіх програм технічної допомоги і як отримувач, і як учасник. Всі без виключення робочі органи ІМО з березня 2022 року приймають спеціальні рішення, спрямовані на осуд дій агресора та закликом до росії негайно припинити агресію проти України. 
У грудні 2023 року, 33-я Асамблея ІМО прийняла комплексне, ґрунтовне рішення стосовно агресії росії на морі - Резолюцію А.1183(33) від 4 грудня 2023 року "Вплив російського збройного вторгнення в Україну на міжнародне судноплавство". Міжнародна морська спільнота дала чіткий сигнал – росія має припинити агресію проти України, утриматися від нападів і переслідувань суден і моряків, а також атаки на морську інфраструктуру, заклади морської освіти та заклади з підготовки моряків. Держави-члени закликані дотримуватися зобов’язань щодо невизнання спроб анексії росією українських територій, зокрема утриматися від порушення режиму закритих морських портів, визнання незаконних документів щодо суден і моряків, виданих російською окупаційною владою. Резолюція відзначила зусилля України з розблокування вільного судноплавства у Чорному морі та створення з цією метою спеціального морського коридору на заміну Чорноморській зерновій ініціативі. Для підтримки відповідних зусиль Секретаріат ІМО та держави-члени закликані надавати підтримку Україні та сусіднім країнам для потреб реалізації коридору і пом’якшення негативного впливу російського збройного вторгнення на морську інфраструктуру, а також у збільшенні спроможності України забезпечувати безпеку судноплавства у регіоні. Секретаріат ІМО разом з іншими агенціями системи ООН має направити для цього місію з оцінки потреб України у технічній допомозі, на основі висновків якої планується заснувати довготерміновий проєкт технічного співробітництва під егідою Організації.
Показовим результатом 33-й Асамблеї ІМО стало невибрання росії до складу Ради ІМО (вперше за час існування держави-агресора). Під час виборів росія не змогла навіть подолати мінімальний бар’єр, отримавши менше половини голосів держав-членів. Це яскравий приклад того, що в керівних органах спеціалізованих установ ООН і в самій ООН не місце державі, уряд якої свідомо порушує норми міжнародного права і завдає шкоди міжнародному судноплавству.

## Участь України в Міжнародній морській організації
- Дата набуття Україною членства: 28.03.1994 р.;
- Підстава для набуття членства в міжнародній організації: Постанова Верховної Ради України від 04.02.1994 № 3938-XII "Про прийняття Конвенції про Міжнародну морську організацію 1948 року в редакції 1982 року [Архівовано 11 вересня 2017 у Wayback Machine.]
- Статус членства: Повноправний член
- Характер фінансових зобов'язань України: Сплата щорічного членського внеску
- Джерело здійснення видатків, пов'язаних з виконанням фінансових зобов'язань перед міжнародною організацією: Загальний фонд Державного бюджету України
- Вид валюти фінансових зобов'язань: Фунт стерлінгів
- Обсяг фінансових зобов'язань на 2017 рік: 23 535,18
- Центральні органи виконавчої влади, відповідальні за виконання зобов'язань за міжнародними договорами (конвенціями), депозитарієм яких Генеральний секретарь ІМО: Міністерство розвитку громад, територій та інфраструктури України, Міністерство закордонних справ України, Міністерство юстиції України, Державна служба морського і внутрішнього водного транспорту та судноплавства України
- Центральний орган виконавчої влади, відповідальний за виконання фінансових зобов'язань: Державна служба морського і внутрішнього водного транспорту та судноплавства України

3 березня 2025 року, Постійним представником України при Міжнародній морській організації (за сумісництвом) призначений Залужний Валерій Федорович.